# Cilibur
Cilibur is een bestuurslaag in het regentschap Brebes van de provincie Midden-Java, Indonesië. Cilibur telt 9895 inwoners (volkstelling 2010).